# كيفن مولر
كيفن مولر، (بالدنماركية: Kevin Møller)‏، مواليد 20 يونيو 1989، هو لاعب كرة يد دنماركي. يلعب حاليا مع نادي برشلونة لكرة اليد، وكذلك منتخب الدنمارك لكرة اليد.

## المسيرة الاحترافية
لعب مع نادي فيكينغ لكرة اليد في موسم 2010–2011، ثم لعب مع نادي جوج لكرة اليد في الدوري الدنماركي من سنة 2011 إلى 2014، ثم لعب مع نادي فلنسبورغ هاندفيت لكرة اليد في الدوري الألماني في سنة 2014.

## سجل المنافسة
- بطولة أوروبا لكرة اليد للرجال 2016

## روابط خارجية
- كيفن مولر على موقع الاتحاد الأوروبي لكرة اليد (الإنجليزية)
- كيفن مولر على موقع الاتحاد الفرنسي لكرة اليد (الفرنسية)
- كيفن مولر على موقع أوليمبيديا (الإنجليزية)